# Камињаска (Ђурђу)
Камињаска (рум. Cămineasca) насеље је у Румунији у округу Ђурђу у општини Скиту. Oпштина се налази на надморској висини од 62 m.

## Становништво
Према подацима из 2002. године у насељу је живело 739 становника, од којих су сви румунске националности.